# Критское восстание (1866—1869)

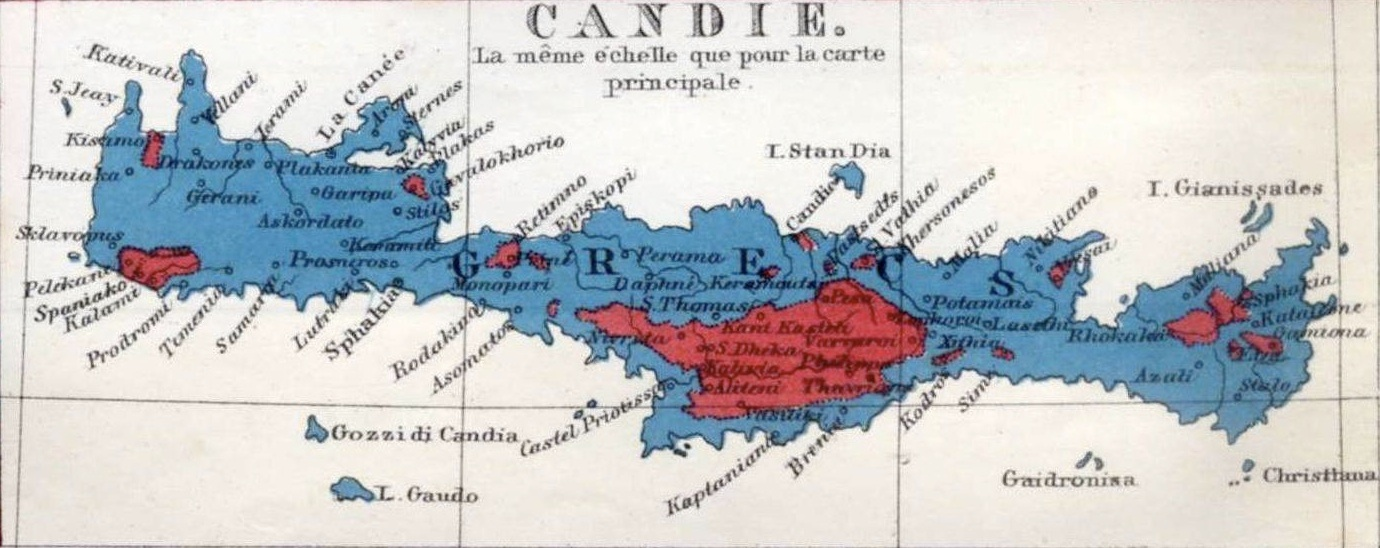
Регионы расселения христиан и мусульман на Крите.

Критское восстание 1866—1869 годов (греч. Κρητική Επανάσταση του 1866) или Великая критская революция (чтобы отличить от других восстаний на Крите против Османской империи) — восстание греческих христиан на острове против Османской империи в 1866—1869 годах.

## Перед восстанием
Христиане Крита восстали вместе с материковой Грецией во время Войны за независимость 1821 года. Однако османы успешно обороняли города Ханья, Ретимно, Ираклио и Агиос-Николаос, пока в 1828 году остров не стал провинцией Египта, османского вассала. В 1840 году Крит вернулся под прямое управление Стамбула.
Неудачные восстания 1841 и 1858 годов не смогли объединить остров и материковую Грецию, но заставили власти пойти на уступки христианам: им дали право на ношение оружия, провозгласили равноправие христианского и мусульманского вероисповедания, были созданы советы христианских старейшин, управляющие образованием и имеющие судебные полномочия в сфере обычного и семейного права. Уступки возмущали мусульманскую общину, тогда как христиане требовали продолжения реформ, считая своей конечной целью присоединение к Греции.

## Восстание
Восстание вспыхнуло в результате нарушения местными властями привилегий для христиан, дарованных султанским указом (хат-и хумаюн ) от февраля 1856. Когда несколько петиций к султану остались без ответа, были сформированы первые вооруженные отряды, и в середине мая 1866 года произошли первые беспорядки в провинции Кидония, где одним из важнейших руководителей восстания был Хадзимихалис Яннарис. 21 августа 1866 года собрание критян официально объявило о союзе с матерью-Грецией и начались боевые действия. Гористая и труднодоступная местность острова благоприятствовала партизанским действиям, и бои ограничивались в основном мелкими стычками.
Повстанцы быстро захватили большую часть острова, оставив в руках турок три важнейших города северного побережья и южной Иерапетры. Важным эпизодом ранней осени 1866 года стало наступление турецких войск силами в 10 000 солдат на командный пункт восстания в горном селении Зербас, обороняемый 1600 повстанцами. Греки успешно отразили турецкое нападение, нанеся большие потери (700 человек убитых) туркам.
Восстание вызвало немедленное сочувствие в Греции и в других странах Европы. Греческое правительство направило добровольцев на помощь, и восстание получало финансовую поддержку с разных сторон. Подтверждено участие в боевых действиях филэллинов различных национальностей (в том числе французов, сербов, американцев). На протяжении всего восстания пять греческих кораблей доставляли на остров разнообразную помощь и добровольцев и вывозили беженцев в Грецию.
В ноябре 1866 года произошло событие, потрясшее европейское общественное мнение: турки после нескольких дней осады захватили монастырь Аркади, который был важным повстанческим центром. Кроме 259 защитников там находилось около 700 беженцев. После того, как османы ворвались в монастырь, защитники взорвали пороховой погреб, в результате чего погибло множество нападавших, защитников и мирных жителей.
Пассивность великих держав позволила султанскому правительству окончательно собрать на острове войска численностью около 40 000 человек, в то время как силы повстанцев насчитывали всего около 6000 человек. Из-за стратегической важности острова для турок великий визирь Мехмед Эмин Али-паша прибыл туда в октябре 1867 года и окончательно восстановил контроль над островом. Помимо военно-полицейских мер, великий визирь издал Органический закон (ограниченную конституцию), который давал критским христианам контроль над местной администрацией. 
С другой стороны, правительство Греции под давлением европейских держав (в первую очередь Великобритании) было вынуждено прекратить поддержку повстанцев, что способствовало уменьшению боевых действий и постепенному прекращению восстания. По решению Парижской конференции от 9 января 1869 года остров был оставлен Турции при условии предоставления ему статуса автономной территории. 
В ходе восстания и после него 50 000 критян уехали на материк или на другие греческие острова, в основном женщины и дети. Российский контр-адмирал Иван Бутаков организовал перевоз в Грецию критских беженцев на пароходо-фрегате «Генерал-адмирал». Только после Балканских войн Крит стал частью греческого государства в 1913 году.